# 751
Il 751 (DCCLI in numeri romani) è un anno  dell'VIII secolo.

## Eventi
- In luglio nella battaglia del Talas, l'esercito musulmano abbaside guidato da Ziyād b. Ṣāliḥ al-Khuzā'ī sconfigge un esercito cinese della dinastia T'ang guidato da Kao Hsien-chih.
- 31 ottobre 751 - 23 gennaio 752: Assemblea di Soissons: il maggiordomo Pipino il Breve viene eletto re dalla nobiltà franca con l'approvazione della Chiesa cattolica (e segnatamente del vescovo San Bonifacio), deponendo l'ultimo dei re merovingi Childerico III, che viene internato in un monastero.
- Il re longobardo Astolfo, dopo le esitazioni del fratello Rachis (per questo deposto), conquista le città di Ravenna e della Pentapoli, vincendo l'ultimo esarca Eutichio. Occupando quel territorio mette perciò fine all'Esarcato di Ravenna e alla dominazione bizantina in Italia centrale. Le terre dell'ex-Esarcato verranno riconquistate da Pipino il Breve in due campagne successive (del 754 e del 756)  portate avanti dopo la sua incoronazione, a causa dei tentativi di Astolfo di occupare anche il Ducato romano, e donate al Papato come da precedente promessa.
- Con la fine dell'Esarcato di Ravenna scatta l'indipendenza anche giuridica della Repubblica di Venezia, di quella di S. Marino e del Ducato romano (come Stato della Chiesa).

## Nati
- 28 giugno - Carlomanno I, sovrano († 771)

## Morti
- Aba II, vescovo cristiano orientale siro
- Edburga di Minster-in-Thanet, badessa e santa inglese
- Eutichio, funzionario bizantino
- Gisulfo II di Benevento, politico e militare longobardo
- Lupo di Spoleto, politico e militare longobardo
- Maria, imperatrice bizantina

## Calendario
| Calendario 751 | Calendario 751 | Calendario 751 | Calendario 751 | Calendario 751 | Calendario 751 | Calendario 751 | Calendario 751 | Calendario 751 | Calendario 751 | Calendario 751 | Calendario 751 | Calendario 751 | Calendario 751 | Calendario 751 | Calendario 751 | Calendario 751 | Calendario 751 | Calendario 751 | Calendario 751 | Calendario 751 | Calendario 751 | Calendario 751 | Calendario 751 | Calendario 751 | Calendario 751 | Calendario 751 | Calendario 751 | Calendario 751 | Calendario 751 | Calendario 751 | Calendario 751 | Calendario 751 |
| -------------- | -------------- | -------------- | -------------- | -------------- | -------------- | -------------- | -------------- | -------------- | -------------- | -------------- | -------------- | -------------- | -------------- | -------------- | -------------- | -------------- | -------------- | -------------- | -------------- | -------------- | -------------- | -------------- | -------------- | -------------- | -------------- | -------------- | -------------- | -------------- | -------------- | -------------- | -------------- | -------------- |
|                | 1              | 2              | 3              | 4              | 5              | 6              | 7              | 8              | 9              | 10             | 11             | 12             | 13             | 14             | 15             | 16             | 17             | 18             | 19             | 20             | 21             | 22             | 23             | 24             | 25             | 26             | 27             | 28             | 29             | 30             | 31             |                |
| Gennaio        | Ve             | Sa             | Do             | Lu             | Ma             | Me             | Gi             | Ve             | Sa             | Do             | Lu             | Ma             | Me             | Gi             | Ve             | Sa             | Do             | Lu             | Ma             | Me             | Gi             | Ve             | Sa             | Do             | Lu             | Ma             | Me             | Gi             | Ve             | Sa             | Do             |                |
| Febbraio       | Lu             | Ma             | Me             | Gi             | Ve             | Sa             | Do             | Lu             | Ma             | Me             | Gi             | Ve             | Sa             | Do             | Lu             | Ma             | Me             | Gi             | Ve             | Sa             | Do             | Lu             | Ma             | Me             | Gi             | Ve             | Sa             | Do             |                |                |                |                |
| Marzo          | Lu             | Ma             | Me             | Gi             | Ve             | Sa             | Do             | Lu             | Ma             | Me             | Gi             | Ve             | Sa             | Do             | Lu             | Ma             | Me             | Gi             | Ve             | Sa             | Do             | Lu             | Ma             | Me             | Gi             | Ve             | Sa             | Do             | Lu             | Ma             | Me             |                |
| Aprile         | Gi             | Ve             | Sa             | Do             | Lu             | Ma             | Me             | Gi             | Ve             | Sa             | Do             | Lu             | Ma             | Me             | Gi             | Ve             | Sa             | Do             | Lu             | Ma             | Me             | Gi             | Ve             | Sa             | Do             | Lu             | Ma             | Me             | Gi             | Ve             |                |                |
| Maggio         | Sa             | Do             | Lu             | Ma             | Me             | Gi             | Ve             | Sa             | Do             | Lu             | Ma             | Me             | Gi             | Ve             | Sa             | Do             | Lu             | Ma             | Me             | Gi             | Ve             | Sa             | Do             | Lu             | Ma             | Me             | Gi             | Ve             | Sa             | Do             | Lu             |                |
| Giugno         | Ma             | Me             | Gi             | Ve             | Sa             | Do             | Lu             | Ma             | Me             | Gi             | Ve             | Sa             | Do             | Lu             | Ma             | Me             | Gi             | Ve             | Sa             | Do             | Lu             | Ma             | Me             | Gi             | Ve             | Sa             | Do             | Lu             | Ma             | Me             |                |                |
| Luglio         | Gi             | Ve             | Sa             | Do             | Lu             | Ma             | Me             | Gi             | Ve             | Sa             | Do             | Lu             | Ma             | Me             | Gi             | Ve             | Sa             | Do             | Lu             | Ma             | Me             | Gi             | Ve             | Sa             | Do             | Lu             | Ma             | Me             | Gi             | Ve             | Sa             |                |
| Agosto         | Do             | Lu             | Ma             | Me             | Gi             | Ve             | Sa             | Do             | Lu             | Ma             | Me             | Gi             | Ve             | Sa             | Do             | Lu             | Ma             | Me             | Gi             | Ve             | Sa             | Do             | Lu             | Ma             | Me             | Gi             | Ve             | Sa             | Do             | Lu             | Ma             |                |
| Settembre      | Me             | Gi             | Ve             | Sa             | Do             | Lu             | Ma             | Me             | Gi             | Ve             | Sa             | Do             | Lu             | Ma             | Me             | Gi             | Ve             | Sa             | Do             | Lu             | Ma             | Me             | Gi             | Ve             | Sa             | Do             | Lu             | Ma             | Me             | Gi             |                |                |
| Ottobre        | Ve             | Sa             | Do             | Lu             | Ma             | Me             | Gi             | Ve             | Sa             | Do             | Lu             | Ma             | Me             | Gi             | Ve             | Sa             | Do             | Lu             | Ma             | Me             | Gi             | Ve             | Sa             | Do             | Lu             | Ma             | Me             | Gi             | Ve             | Sa             | Do             |                |
| Novembre       | Lu             | Ma             | Me             | Gi             | Ve             | Sa             | Do             | Lu             | Ma             | Me             | Gi             | Ve             | Sa             | Do             | Lu             | Ma             | Me             | Gi             | Ve             | Sa             | Do             | Lu             | Ma             | Me             | Gi             | Ve             | Sa             | Do             | Lu             | Ma             |                |                |
| Dicembre       | Me             | Gi             | Ve             | Sa             | Do             | Lu             | Ma             | Me             | Gi             | Ve             | Sa             | Do             | Lu             | Ma             | Me             | Gi             | Ve             | Sa             | Do             | Lu             | Ma             | Me             | Gi             | Ve             | Sa             | Do             | Lu             | Ma             | Me             | Gi             | Ve             |                |